# Days Like This (episodio de ER)
"Días como Éstos" es el episodio número 6 de la segunda temporada de la serie de televisión ER.

## Producción
"Días como Éstos" marca la entrada a la serie del personaje de Gloria Reuben, la asistente médico Jeanie Boulet, lo que también provoca el alargamiento del tema musical de entrada de la serie.
- Datos: Q5800563